# Nusalala erecta
Nusalala erecta är en insektsart som beskrevs av Longinos Navás 1913. 
Nusalala erecta ingår i släktet Nusalala och familjen florsländor. Inga underarter finns listade i Catalogue of Life.